# 愛知県道365号田峯三都橋線
愛知県道365号田峯三都橋線（あいちけんどう365ごう だみねみつはしせん）は、愛知県北設楽郡設楽町内を通る一般県道である。

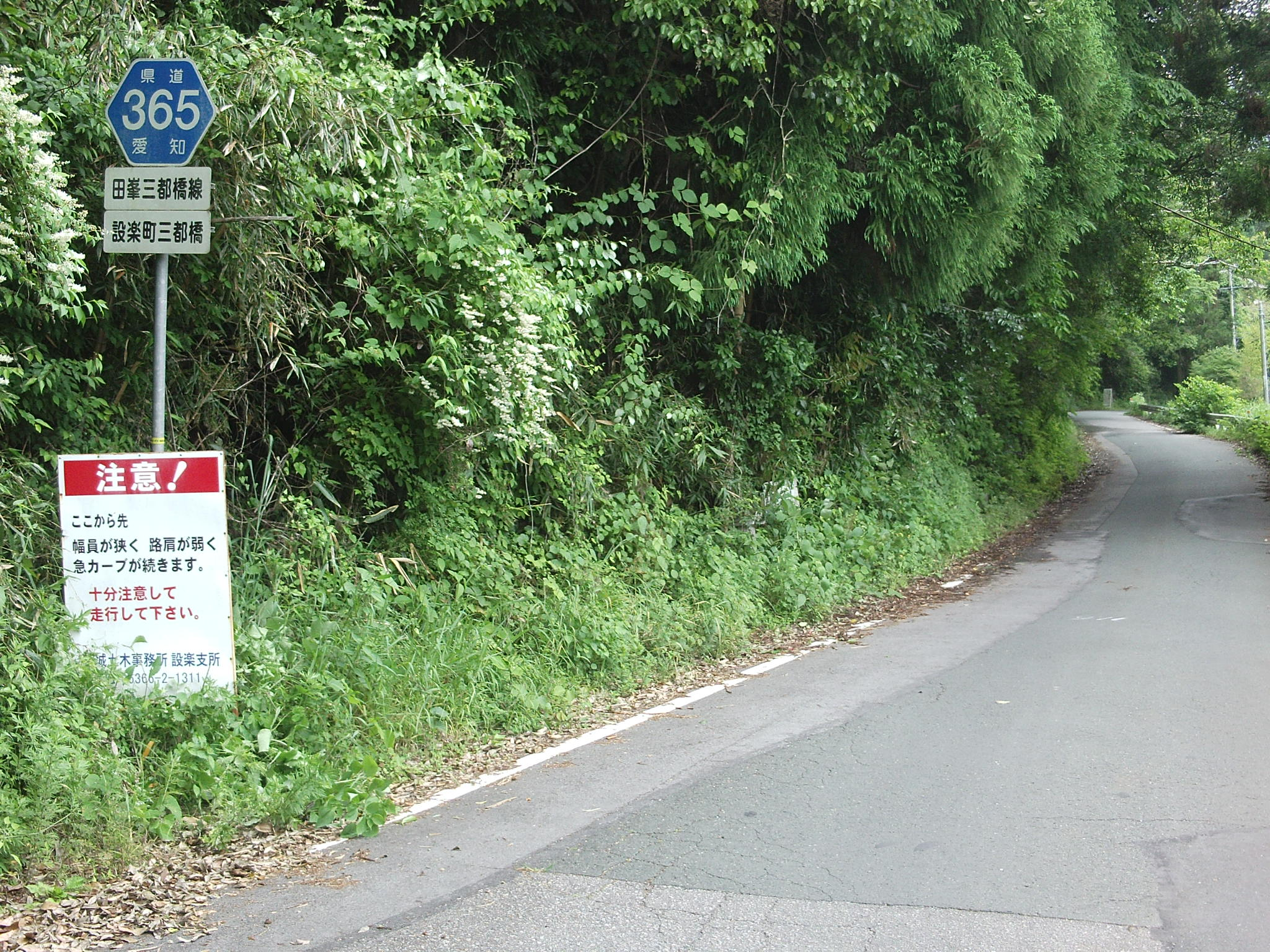
三都橋（終点側）。栗島集落まではおでかけ北設バスが通っている。集落以北はいわゆる険道。

## 概要
栗島川に沿うようにして走る道路で、全線が山間部を通っており路面の状態は不良な区間が多い。終点にある三都橋集落から栗島集落まではおでかけ北設（設楽町営バス）三都橋豊邦線が通っている。途中には1997年（平成9年）3月に廃校になった設楽町立三都橋小学校の校舎があり、現在、この施設は「三都橋交流センター」（田原市の施設）として利用されている。また、起点付近には豊川市の野外センター「きららの里」もある。

### 路線データ
- 起点：愛知県北設楽郡設楽町田峯
- 終点：愛知県北設楽郡設楽町三都橋
- 延長：約11.8km

## 沿革
- 1959年12月15日：認定

## 通過する自治体
- 愛知県北設楽郡設楽町

## 交通規制
- 全線（約11.8km区間）にわたり最大幅2.2m規制。実際には拡幅が進んでいるが路肩の崩落や落石も多く規制通りではない

### 通行規制
次の場合は愛知県により通行止めの措置が取られる。
- 時間雨量が40ミリに達したとき
- 連続雨量が150ミリに達したとき

## 通行上の注意
- 落石注意。とくに危険な区間はモルタルの吹き付けや落石防止ネットがされているが、警戒は必要である。
- その他の危険（全長8.0m以上の長大車は通行不能）
- 途中路面不良により2m以下に感じる箇所も多い
- 人里から離れた区間はクマの出没に注意。

## 接続する道路
- 愛知県道33号瀬戸設楽線（設楽町田峯字段戸）
- 設楽町道110号西川豊邦線
- 高頭林道
- 林道田内野平線
- 設楽町道145号三都橋落目線
- 設楽町道146号栗島田峯海老線
- 国道420号・国道473号（設楽町三都橋字向田）
- 愛知県道35号岡崎設楽線（同上：重複区間）

## 周辺
- 豊川市野外センター きららの里
- きららの森
- 裏谷峠（標高938m）
- 弁天谷
- 栗島川